# Zabalius lineolatus
Zabalius lineolatus är en insektsart som först beskrevs av Carl Stål 1873.  Zabalius lineolatus ingår i släktet Zabalius och familjen vårtbitare. Inga underarter finns listade i Catalogue of Life.